# 미니바

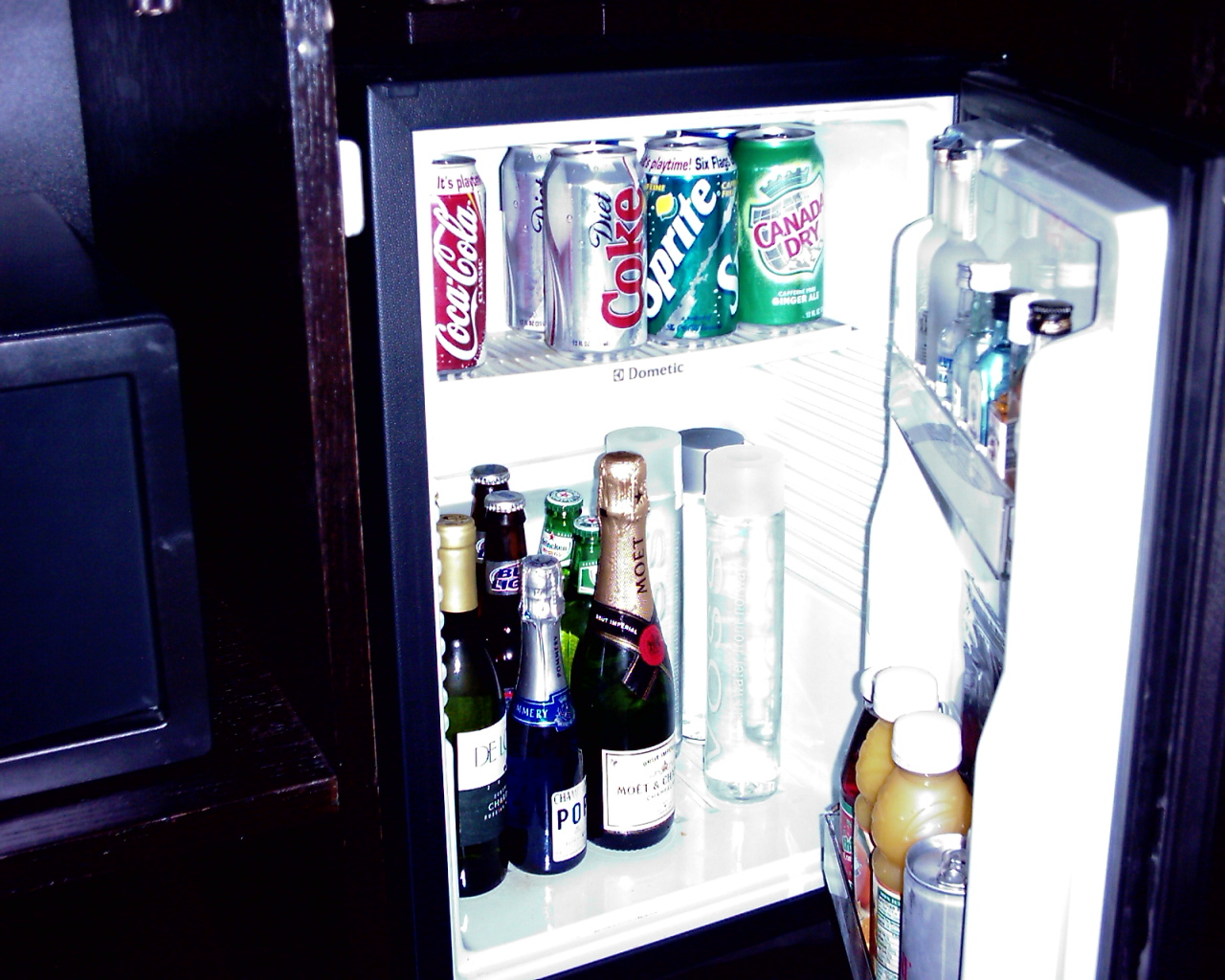
미니 바의 모습. 냉장고 속에 각종 음료수, 물 등이 있다.

미니바는 술, 칵테일 등의 음료수나 간단한 주전부리를 보관하는 소형 냉장고이다. 때로는 냉장고 속 음식 뿐만 아니라 추가 부담금을 내야 하는 안주, 세면용품 등을 통틀어 가리키기도 한다. 주로 고급 서양식 호텔 방 안에 비치되어 있다.

## 같이 보기
- 호텔